# Danh sách cầu thủ tham dự giải vô địch bóng đá U-20 thế giới 2015
Đây là danh sách các đội hình tham dự Giải vô địch bóng đá U-20 thế giới 2015. Mỗi đội hình gồm tổng cộng 21 cầu thủ, 3 trong số đó phải là thủ môn.
Các cầu thủ in đậm từng thi đấu cho đội tuyển quốc gia.

## Bảng A

### New Zealand
Huấn luyện viên:  Darren Bazeley
| Số | VT | Cầu thủ                   | Ngày sinh (tuổi)  | Trận | Bàn | Câu lạc bộ         |
| -- | -- | ------------------------- | ----------------- | ---- | --- | ------------------ |
| 1  | TM | Oliver Sail               | 13 tháng 1, 1996  | 0    | 0   | Wellington Phoenix |
| 2  | HV | Jesse Edge                | 26 tháng 2, 1995  | 0    | 0   | Vicenza            |
| 3  | HV | Deklan Wynne              | 20 tháng 3, 1995  | 0    | 0   | Wanderers          |
| 4  | HV | Sam Brotherton            | 2 tháng 10, 1996  | 0    | 0   | Wanderers          |
| 5  | HV | Adam Mitchell             | 1 tháng 6, 1996   | 0    | 0   | Wanderers          |
| 6  | TV | Bill Tuiloma (c)          | 27 tháng 3, 1995  | 0    | 0   | Marseille          |
| 7  | TĐ | Joel Stevens              | 7 tháng 2, 1995   | 0    | 0   | Wellington Phoenix |
| 8  | TV | Moses Dyer                | 21 tháng 3, 1997  | 0    | 0   | Wanderers          |
| 9  | TV | Alex Rufer                | 12 tháng 6, 1996  | 0    | 0   | Wellington Phoenix |
| 10 | TV | Clayton Lewis             | 12 tháng 2, 1997  | 0    | 0   | Wanderers          |
| 11 | TV | Matthew Ridenton          | 11 tháng 3, 1996  | 0    | 0   | Wellington Phoenix |
| 12 | TM | Nikola Tzanev             | 23 tháng 12, 1996 | 0    | 0   | Brentford          |
| 13 | HV | Brock Messenger           | 8 tháng 9, 1995   | 0    | 0   | Wanderers          |
| 14 | HV | Cory Brown                | 3 tháng 4, 1996   | 0    | 0   | Xavier Musketeers  |
| 15 | TĐ | Monty Patterson           | 9 tháng 12, 1996  | 0    | 0   | Ipswich Town       |
| 16 | TV | Te Atawhai Hudson-Wihongi | 27 tháng 3, 1995  | 0    | 0   | Wanderers          |
| 17 | TĐ | Andrew Blake              | 14 tháng 3, 1996  | 0    | 0   | Wellington Phoenix |
| 18 | TV | Andre De Jong             | 2 tháng 11, 1996  | 0    | 0   | Wanderers          |
| 19 | TĐ | Stuart Holthusen          | 1 tháng 1, 1996   | 0    | 0   | Akron Zips         |
| 20 | TĐ | Noah Billingsley          | 6 tháng 8, 1997   | 0    | 0   | Wanderers          |
| 21 | TM | Damian Hirst              | 14 tháng 6, 1995  | 0    | 0   | Wanderers          |

### Ukraina
Huấn luyện viên:  Oleksandr Petrakov
| Số | VT | Cầu thủ               | Ngày sinh (tuổi)            | Trận | Bàn | Câu lạc bộ            |
| -- | -- | --------------------- | --------------------------- | ---- | --- | --------------------- |
| 1  | TM | Roman Pidkivka        | 9 tháng 5, 1995 (20 tuổi)   |      |     | Karpaty Lviv          |
| 2  | HV | Taras Kacharaba       | 7 tháng 1, 1995 (20 tuổi)   |      |     | Hoverla Uzhhorod      |
| 3  | HV | Artur Kuznetsov       | 9 tháng 3, 1995 (20 tuổi)   |      |     | Metalurh Zaporizhya   |
| 4  | HV | Mykyta Burda          | 24 tháng 3, 1995 (20 tuổi)  |      |     | Dynamo Kyiv           |
| 5  | TV | Yuriy Tkachuk         | 18 tháng 4, 1995 (20 tuổi)  |      |     | Metalist Kharkiv      |
| 6  | TV | Vyacheslav Tankovskyi | 16 tháng 8, 1995 (19 tuổi)  |      |     | Shakhtar Donetsk      |
| 7  | TV | Yevhen Chumak         | 25 tháng 8, 1995 (19 tuổi)  |      |     | Dynamo Kyiv           |
| 8  | HV | Pavlo Polehenko       | 6 tháng 1, 1995 (20 tuổi)   |      |     | Dynamo Kyiv           |
| 9  | TĐ | Vladyslav Kabayev     | 1 tháng 9, 1995 (19 tuổi)   |      |     | Chornomorets Odesa    |
| 10 | TĐ | Artem Besyedin        | 31 tháng 3, 1996 (19 tuổi)  |      |     | Metalist Kharkiv      |
| 11 | TĐ | Roman Yaremchuk       | 27 tháng 11, 1995 (19 tuổi) |      |     | Dynamo Kyiv           |
| 12 | TM | Bohdan Sarnavskyi     | 29 tháng 1, 1995 (20 tuổi)  |      |     | Shakhtar Donetsk      |
| 13 | TV | Artem Habelok         | 2 tháng 1, 1995 (20 tuổi)   |      |     | Shakhtar Donetsk      |
| 14 | TV | Valeriy Luchkevych    | 11 tháng 1, 1996 (19 tuổi)  |      |     | Dnipro Dnipropetrovsk |
| 15 | TĐ | Mykyta Tatarkov       | 4 tháng 1, 1995 (20 tuổi)   |      |     | Metalurh Zaporizhya   |
| 16 | TM | Yevhen Hrytsenko      | 5 tháng 2, 1995 (20 tuổi)   |      |     | Shakhtar Donetsk      |
| 17 | TV | Viktor Kovalenko      | 14 tháng 2, 1996 (19 tuổi)  |      |     | Shakhtar Donetsk      |
| 18 | HV | Eduard Sobol          | 20 tháng 4, 1995 (20 tuổi)  |      |     | Metalurh Donetsk      |
| 19 | HV | Oleksiy Kovtun        | 5 tháng 2, 1995 (20 tuổi)   |      |     | Metalist Kharkiv      |
| 20 | TĐ | Yevhen Nemtinov       | 3 tháng 10, 1995 (19 tuổi)  |      |     | Illichivets Mariupol  |
| 21 | TV | Ihor Kharatin         | 2 tháng 2, 1995 (20 tuổi)   |      |     | Dynamo Kyiv           |

### Hoa Kỳ
Huấn luyện viên:  Tab Ramos 
| Số | VT | Cầu thủ                | Ngày sinh (tuổi)            | Trận | Bàn | Câu lạc bộ           |
| -- | -- | ---------------------- | --------------------------- | ---- | --- | -------------------- |
| 1  | TM | Zack Steffen           | 2 tháng 4, 1995 (20 tuổi)   |      |     | SC Freiburg          |
| 2  | HV | Shaquell Moore         | 2 tháng 11, 1996 (18 tuổi)  |      |     | Huracán Valencia     |
| 3  | HV | John Requejo           | 23 tháng 5, 1996 (19 tuổi)  |      |     | Tijuana              |
| 4  | HV | Cameron Carter-Vickers | 31 tháng 12, 1997 (17 tuổi) |      |     | Tottenham Hotspur    |
| 5  | HV | Matt Miazga            | 19 tháng 7, 1995 (19 tuổi)  |      |     | New York Red Bulls   |
| 6  | TV | Kellyn Acosta          | 24 tháng 7, 1995 (19 tuổi)  |      |     | FC Dallas            |
| 7  | TV | Paul Arriola           | 5 tháng 2, 1995 (20 tuổi)   |      |     | Tijuana              |
| 8  | TV | Emerson Hyndman (c)    | 9 tháng 4, 1996 (19 tuổi)   |      |     | Fulham               |
| 9  | TĐ | Rubio Rubin            | 1 tháng 3, 1996 (19 tuổi)   |      |     | Utrecht              |
| 10 | TV | Joel Soñora            | 15 tháng 9, 1996 (18 tuổi)  |      |     | Boca Juniors         |
| 11 | TĐ | Bradford Jamieson IV   | 18 tháng 11, 1996 (18 tuổi) |      |     | LA Galaxy            |
| 12 | TM | Thomas Olsen           | 14 tháng 2, 1995 (20 tuổi)  |      |     | San Diego Toreros    |
| 13 | TĐ | Tommy Thompson         | 15 tháng 8, 1995 (19 tuổi)  |      |     | San Jose Earthquakes |
| 14 | TĐ | Maki Tall              | 30 tháng 10, 1995 (19 tuổi) |      |     | Red Star             |
| 15 | TV | Marky Delgado          | 16 tháng 5, 1995 (20 tuổi)  |      |     | Toronto FC           |
| 16 | HV | Conor Donovan          | 8 tháng 1, 1996 (19 tuổi)   |      |     | Orlando City SC      |
| 17 | HV | Desevio Payne          | 30 tháng 11, 1995 (19 tuổi) |      |     | Groningen            |
| 18 | HV | Erik Palmer-Brown      | 24 tháng 4, 1997 (18 tuổi)  |      |     | Sporting Kansas City |
| 19 | TV | Gedion Zelalem         | 26 tháng 1, 1997 (18 tuổi)  |      |     | Arsenal              |
| 20 | TĐ | Jordan Allen           | 25 tháng 4, 1995 (20 tuổi)  |      |     | Real Salt Lake       |
| 21 | TM | Jeff Caldwell          | 20 tháng 2, 1996 (19 tuổi)  |      |     | Virginia Cavaliers   |

### Myanmar
Huấn luyện viên:  Gerd Zeise

| Số | VT | Cầu thủ          | Ngày sinh (tuổi)            | Trận | Bàn | Câu lạc bộ         |
| -- | -- | ---------------- | --------------------------- | ---- | --- | ------------------ |
| 1  | TM | Myo Min Latt     | 20 tháng 2, 1995 (20 tuổi)  |      |     | Kanbawza           |
| 2  | HV | Aung Moe Htwe    | 5 tháng 2, 1995 (20 tuổi)   |      |     | Hantharwady United |
| 3  | HV | Htike Htike Aung | 1 tháng 2, 1995 (20 tuổi)   |      |     | Ayeyawady United   |
| 4  | HV | Naing Lin Tun    | 16 tháng 6, 1995 (19 tuổi)  |      |     | Magway             |
| 5  | HV | Nanda Kyaw (c)   | 3 tháng 9, 1996 (18 tuổi)   |      |     | Magway             |
| 6  | TV | Kyaw Min Oo      | 16 tháng 6, 1996 (18 tuổi)  |      |     | Yangon United      |
| 7  | TV | Nyein Chan Aung  | 18 tháng 8, 1996 (18 tuổi)  |      |     | Yangon United      |
| 8  | TĐ | Maung Maung Soe  | 6 tháng 8, 1995 (19 tuổi)   |      |     | Magway             |
| 9  | TĐ | Aung Thu         | 22 tháng 5, 1996 (19 tuổi)  |      |     | Yadanarbon         |
| 10 | TĐ | Than Paing       | 6 tháng 12, 1996 (18 tuổi)  |      |     | Yangon United      |
| 11 | TĐ | Maung Maung Lwin | 18 tháng 6, 1995 (19 tuổi)  |      |     | Hantharwady United |
| 12 | HV | Hlaing Myo Aung  | 23 tháng 4, 1996 (19 tuổi)  |      |     | Zwekapin United    |
| 13 | HV | Yan Lin Aung     | 17 tháng 8, 1996 (18 tuổi)  |      |     | Yangon United      |
| 14 | HV | Nan Wai Min      | 1 tháng 1, 1996 (19 tuổi)   |      |     | Yangon United      |
| 15 | TV | Yan Naing Oo     | 31 tháng 3, 1996 (19 tuổi)  |      |     | Zeyar Shwe Myay    |
| 16 | TV | Myo Ko Tun       | 12 tháng 3, 1995 (20 tuổi)  |      |     | Yadanarbon         |
| 17 | HV | Thiha Htet Aung  | 13 tháng 3, 1996 (19 tuổi)  |      |     | Yangon United      |
| 18 | TM | Pyae Sone Chit   | 28 tháng 10, 1995 (19 tuổi) |      |     | Yadanarbon         |
| 19 | TV | Swan Htet Aung   | 18 tháng 9, 1995 (19 tuổi)  |      |     | Yangon United      |
| 20 | HV | Myo Zaw Oo       | 24 tháng 12, 1995 (19 tuổi) |      |     | Hantharwady United |
| 21 | TM | Wai Lin Aung     | 20 tháng 5, 1996 (19 tuổi)  |      |     | Yangon United      |

## Bảng B

### Argentina
Huấn luyện viên:  Humberto Grondona
| Số | VT | Cầu thủ                  | Ngày sinh (tuổi)            | Trận | Bàn | Câu lạc bộ           |
| -- | -- | ------------------------ | --------------------------- | ---- | --- | -------------------- |
| 1  | TM | Augusto Batalla          | 30 tháng 4, 1996 (19 tuổi)  |      |     | River Plate          |
| 2  | HV | Emanuel Mammana          | 10 tháng 2, 1996 (19 tuổi)  |      |     | River Plate          |
| 3  | HV | Lucas Suárez             | 17 tháng 3, 1995 (20 tuổi)  |      |     | Quilmes              |
| 4  | TV | Nicolás Tripichio        | 5 tháng 1, 1996 (19 tuổi)   |      |     | Vélez Sarsfield      |
| 5  | TV | Adrián Andrés Cubas      | 22 tháng 5, 1996 (19 tuổi)  |      |     | Boca Juniors         |
| 6  | HV | Tiago Casasola           | 11 tháng 8, 1995 (19 tuổi)  |      |     | Fulham               |
| 7  | TĐ | Cristian Espinoza        | 3 tháng 4, 1995 (20 tuổi)   |      |     | Huracán              |
| 8  | TV | Leonardo Rolón           | 19 tháng 1, 1995 (20 tuổi)  |      |     | Vélez Sarsfield      |
| 9  | TĐ | Giovanni Simeone         | 5 tháng 7, 1995 (19 tuổi)   |      |     | River Plate          |
| 10 | TV | Tomás Martínez           | 7 tháng 3, 1995 (20 tuổi)   |      |     | River Plate          |
| 11 | TĐ | Ángel Correa             | 9 tháng 3, 1995 (20 tuổi)   |      |     | Atlético Madrid      |
| 12 | TM | José Devecchi            | 1 tháng 9, 1995 (19 tuổi)   |      |     | San Lorenzo          |
| 13 | TM | Agustín Rossi            | 21 tháng 8, 1995 (19 tuổi)  |      |     | Estudiantes La Plata |
| 14 | TĐ | Cristian Pavón           | 21 tháng 1, 1996 (19 tuổi)  |      |     | Boca Juniors         |
| 15 | TĐ | Maximiliano Rolón        | 19 tháng 1, 1995 (20 tuổi)  |      |     | Barcelona B          |
| 16 | TV | Daniel Ibáñez            | 29 tháng 3, 1995 (20 tuổi)  |      |     | San Lorenzo          |
| 17 | TV | Alejandro Romero Gamarra | 11 tháng 1, 1995 (20 tuổi)  |      |     | Huracán              |
| 18 | HV | Leandro Vega             | 27 tháng 5, 1996 (19 tuổi)  |      |     | River Plate          |
| 19 | TĐ | Emiliano Buendía         | 25 tháng 12, 1996 (18 tuổi) |      |     | Getafe               |
| 20 | HV | Facundo Monteseirín      | 12 tháng 3, 1995 (20 tuổi)  |      |     | Lanús                |
| 21 | HV | Rodrigo Moreira          | 15 tháng 7, 1996 (18 tuổi)  |      |     | Independiente        |

### Panama
Huấn luyện viên:  Leonardo Pipino
| Số | VT | Cầu thủ                | Ngày sinh (tuổi)            | Trận | Bàn | Câu lạc bộ             |
| -- | -- | ---------------------- | --------------------------- | ---- | --- | ---------------------- |
| 1  | TM | Jaime de Gracia        | 11 tháng 5, 1996 (19 tuổi)  |      |     | Tauro                  |
| 2  | HV | Chin Hormechea         | 12 tháng 5, 1996 (19 tuổi)  |      |     | Árabe Unido            |
| 3  | HV | Kevin Galván           | 10 tháng 3, 1996 (19 tuổi)  |      |     | Sporting San Miguelito |
| 4  | HV | Michael Amir Murillo   | 12 tháng 5, 1996 (19 tuổi)  |      |     | San Francisco          |
| 5  | TV | Francisco Narbón       | 11 tháng 2, 1995 (20 tuổi)  |      |     | James Madison Dukes    |
| 6  | HV | Fidel Escobar          | 9 tháng 1, 1995 (20 tuổi)   |      |     | Sporting San Miguelito |
| 7  | TV | Julian Velarde         | 18 tháng 9, 1996 (18 tuổi)  |      |     | Chorrillo              |
| 8  | TV | Luis Pereira           | 27 tháng 3, 1996 (19 tuổi)  |      |     | Árabe Unido            |
| 9  | TĐ | Ismael Díaz            | 12 tháng 5, 1997 (18 tuổi)  |      |     | Tauro                  |
| 10 | TV | Jhamal Rodríguez       | 28 tháng 1, 1995 (20 tuổi)  |      |     | Chorrillo              |
| 11 | TĐ | Ervin Zorrilla         | 14 tháng 5, 1996 (19 tuổi)  |      |     | San Francisco          |
| 12 | TM | Martin Meléndez        | 23 tháng 3, 1995 (20 tuổi)  |      |     | San Francisco          |
| 13 | HV | Christopher Bared      | 13 tháng 3, 1996 (19 tuổi)  |      |     | Villanova Wildcats     |
| 14 | HV | Jesús Araya            | 3 tháng 1, 1996 (19 tuổi)   |      |     | Tauro                  |
| 15 | TV | Adalberto Carrasquilla | 28 tháng 11, 1998 (16 tuổi) |      |     | Tauro                  |
| 16 | TV | Edson Samms            | 27 tháng 3, 1995 (20 tuổi)  |      |     | Sporting San Miguelito |
| 17 | TV | Justin Simons          | 19 tháng 9, 1997 (17 tuổi)  |      |     | Sporting San Miguelito |
| 18 | TĐ | Carlos Small           | 13 tháng 3, 1995 (20 tuổi)  |      |     | Sporting San Miguelito |
| 19 | TĐ | Jesús González         | 25 tháng 7, 1996 (18 tuổi)  |      |     | Sporting San Miguelito |
| 20 | TĐ | Rubén Barrow           | 28 tháng 4, 1995 (20 tuổi)  |      |     | Tauro                  |
| 21 | TM | Carlos Secaida         | 4 tháng 4, 1995 (20 tuổi)   |      |     | Chorrillo              |

### Ghana
Huấn luyện viên:  Sellas Tetteh
| Số | VT | Cầu thủ           | Ngày sinh (tuổi)            | Trận | Bàn | Câu lạc bộ                    |
| -- | -- | ----------------- | --------------------------- | ---- | --- | ----------------------------- |
| 1  | TM | Lawrence Ati-Zigi | 29 tháng 11, 1996 (18 tuổi) |      |     | Red Bull Salzburg             |
| 2  | HV | Emmanuel Ntim     | 12 tháng 3, 1996 (19 tuổi)  |      |     | Valenciennes                  |
| 3  | HV | Patrick Kpozo     | 15 tháng 7, 1997 (17 tuổi)  |      |     | Inter Allies                  |
| 4  | HV | Joseph Bempah     | 5 tháng 9, 1995 (19 tuổi)   |      |     | Hearts of Oak                 |
| 5  | HV | Kingsley Fobi     | 20 tháng 9, 1998 (16 tuổi)  |      |     | Right to Dream Academy        |
| 6  | TV | Godfred Donsah    | 7 tháng 6, 1996 (18 tuổi)   |      |     | Cagliari                      |
| 7  | TĐ | Samuel Tetteh     | 28 tháng 7, 1996 (18 tuổi)  |      |     | West African Football Academy |
| 8  | TV | Kofi Yeboah       | 14 tháng 5, 1995 (20 tuổi)  |      |     | Wa All Stars                  |
| 9  | TĐ | Emmanuel Boateng  | 23 tháng 5, 1996 (19 tuổi)  |      |     | Rio Ave                       |
| 10 | TĐ | Clifford Aboagye  | 11 tháng 2, 1995 (20 tuổi)  |      |     | Granada                       |
| 11 | TV | Asiedu Attobrah   | 15 tháng 3, 1995 (20 tuổi)  |      |     | New Edubiase United           |
| 12 | TM | Kwame Baah        | 21 tháng 4, 1998 (17 tuổi)  |      |     | Hearts of Lions               |
| 13 | TV | David Atanga      | 25 tháng 12, 1996 (18 tuổi) |      |     | Red Bull Salzburg             |
| 14 | HV | Joseph Aidoo      | 29 tháng 9, 1995 (19 tuổi)  |      |     | Inter Allies                  |
| 15 | HV | Joseph Adjei      | 20 tháng 8, 1995 (19 tuổi)  |      |     | Wa All Stars                  |
| 16 | TM | Mutawakilu Seidu  | 8 tháng 8, 1995 (19 tuổi)   |      |     | Hearts of Oak                 |
| 17 | TĐ | Yaw Yeboah        | 28 tháng 3, 1997 (18 tuổi)  |      |     | Manchester City               |
| 18 | TV | Barnes Osei       | 8 tháng 1, 1995 (20 tuổi)   |      |     | Paços de Ferreira             |
| 19 | TĐ | Benjamin Tetteh   | 10 tháng 7, 1997 (17 tuổi)  |      |     | Tudu Mighty Jets              |
| 20 | TĐ | Prosper Kasim     | 15 tháng 12, 1996 (18 tuổi) |      |     | Inter Allies                  |
| 21 | HV | Patrick Asmah     | 25 tháng 1, 1996 (19 tuổi)  |      |     | BA Stars                      |

### Áo
Huấn luyện viên:  Andreas Heraf
| Số | VT | Cầu thủ             | Ngày sinh (tuổi)            | Trận | Bàn | Câu lạc bộ            |
| -- | -- | ------------------- | --------------------------- | ---- | --- | --------------------- |
| 1  | TM | Tino Casali         | 14 tháng 11, 1995 (19 tuổi) |      |     | Austria Wien          |
| 2  | TV | Marcus Maier        | 18 tháng 12, 1995 (19 tuổi) |      |     | Admira Wacker Mödling |
| 3  | HV | Daniel Rosenbichler | 10 tháng 7, 1995 (19 tuổi)  |      |     | Admira Wacker Mödling |
| 4  | HV | Lukas Gugganig      | 14 tháng 2, 1995 (20 tuổi)  |      |     | Red Bull Salzburg     |
| 5  | HV | Philipp Lienhart    | 11 tháng 7, 1996 (18 tuổi)  |      |     | Real Madrid           |
| 6  | HV | Francesco Lovrić    | 5 tháng 10, 1995 (19 tuổi)  |      |     | VfB Stuttgart         |
| 7  | TĐ | Jakob Kreuzer       | 15 tháng 1, 1995 (20 tuổi)  |      |     | SV Ried               |
| 8  | TV | Peter Michorl       | 9 tháng 5, 1995 (20 tuổi)   |      |     | LASK Linz             |
| 9  | TĐ | Valentin Grubeck    | 9 tháng 8, 1995 (19 tuổi)   |      |     | SV Horn               |
| 10 | TV | Markus Blutsch      | 1 tháng 6, 1995 (19 tuổi)   |      |     | Admira Wacker Mödling |
| 11 | TV | Andreas Gruber      | 29 tháng 6, 1996 (18 tuổi)  |      |     | Sturm Graz            |
| 12 | TM | Stefan Mitmasser    | 13 tháng 5, 1995 (20 tuổi)  |      |     | SV Horn               |
| 13 | HV | Michael Brandner    | 13 tháng 2, 1995 (20 tuổi)  |      |     | FC Liefering          |
| 14 | TĐ | Bernd Gschweidl     | 9 tháng 8, 1995 (19 tuổi)   |      |     | SV Grödig             |
| 15 | HV | Patrick Puchegger   | 4 tháng 5, 1995 (20 tuổi)   |      |     | Bayern Munich         |
| 16 | HV | Alexander Joppich   | 19 tháng 1, 1995 (20 tuổi)  |      |     | FC Liefering          |
| 17 | TV | Konrad Laimer       | 27 tháng 5, 1997 (18 tuổi)  |      |     | Red Bull Salzburg     |
| 18 | TV | Martin Rasner       | 18 tháng 5, 1995 (20 tuổi)  |      |     | FC Liefering          |
| 19 | TĐ | Thomas Gösweiner    | 3 tháng 3, 1995 (20 tuổi)   |      |     | Admira Wacker Mödling |
| 20 | TV | Florian Grillitsch  | 7 tháng 8, 1995 (19 tuổi)   |      |     | Werder Bremen         |
| 21 | TM | Johannes Kreidl     | 7 tháng 3, 1996 (19 tuổi)   |      |     | Hamburger SV          |

## Bảng C

### Qatar
Huấn luyện viên:  Félix Sánchez Bas
| Số | VT | Cầu thủ                  | Ngày sinh (tuổi)            | Trận | Bàn | Câu lạc bộ |
| -- | -- | ------------------------ | --------------------------- | ---- | --- | ---------- |
| 1  | TM | Yousef Hassan            | 24 tháng 5, 1996 (19 tuổi)  |      |     | Eupen      |
| 2  | HV | Tameem Al-Muhaza         | 21 tháng 7, 1996 (18 tuổi)  |      |     | Al-Gharafa |
| 3  | HV | Fahad Al-Abdulrahman     | 6 tháng 4, 1995 (20 tuổi)   |      |     | Eupen      |
| 4  | TV | Abdullah Al-Ahrak        | 10 tháng 5, 1997 (18 tuổi)  |      |     | Lekhwiya   |
| 5  | HV | Serigne Abdou Thiam      | 28 tháng 2, 1995 (20 tuổi)  |      |     | Al-Khor    |
| 6  | HV | Salem Al-Hajri           | 10 tháng 4, 1996 (19 tuổi)  |      |     | Al-Sadd    |
| 7  | TĐ | Jassem Al-Jalabi         | 21 tháng 2, 1996 (19 tuổi)  |      |     | LASK Linz  |
| 8  | TV | Ahmed Moein              | 20 tháng 10, 1995 (19 tuổi) |      |     | Eupen      |
| 9  | TV | Said Brahmi              | 11 tháng 7, 1995 (19 tuổi)  |      |     | Al-Khor    |
| 10 | TV | Akram Afif               | 11 tháng 2, 1995 (20 tuổi)  |      |     | Eupen      |
| 11 | HV | Sultan Al Kuwari         | 3 tháng 8, 1995 (19 tuổi)   |      |     | Villarreal |
| 12 | HV | Jassem Mohammed Omar     | 18 tháng 4, 1995 (20 tuổi)  |      |     | LASK Linz  |
| 13 | TM | Mohammed Al Bakari       | 28 tháng 3, 1997 (18 tuổi)  |      |     | Lekhwiya   |
| 14 | TV | Ahmed Al Saadi           | 29 tháng 10, 1995 (19 tuổi) |      |     | Eupen      |
| 15 | HV | Sultan Al-Brake          | 7 tháng 4, 1996 (19 tuổi)   |      |     | Al-Wakrah  |
| 16 | TV | Abdulrahman Anad Al Deri | 6 tháng 9, 1996 (18 tuổi)   |      |     | Al-Rayyan  |
| 17 | HV | Bashim Al-Rawi           | 16 tháng 12, 1997 (17 tuổi) |      |     | Al-Rayyan  |
| 18 | TV | Assim Madibo             | 22 tháng 10, 1996 (18 tuổi) |      |     | LASK Linz  |
| 19 | TĐ | Almoez Ali               | 19 tháng 8, 1996 (18 tuổi)  |      |     | Eupen      |
| 20 | TV | Tarek Salman             | 5 tháng 12, 1997 (17 tuổi)  |      |     | Lekhwiya   |
| 21 | TM | Yazan Naim               | 5 tháng 6, 1997 (17 tuổi)   |      |     | Al-Ahli    |

### Colombia
Huấn luyện viên:  Carlos Restrepo
| Số | VT | Cầu thủ                    | Ngày sinh (tuổi)           | Trận | Bàn | Câu lạc bộ             |
| -- | -- | -------------------------- | -------------------------- | ---- | --- | ---------------------- |
| 1  | TM | Álvaro David Montero       | 29 tháng 3, 1995 (20 tuổi) |      |     | São Caetano            |
| 2  | HV | Aldayr Hernández           | 4 tháng 8, 1995 (19 tuổi)  |      |     | Bogotá                 |
| 3  | HV | Jeison Angulo              | 27 tháng 6, 1996 (18 tuổi) |      |     | Deportivo Cali         |
| 4  | HV | Daniel Londoño             | 1 tháng 1, 1995 (20 tuổi)  |      |     | Envigado               |
| 5  | HV | Juan Sebastián Quintero    | 23 tháng 3, 1995 (20 tuổi) |      |     | Deportivo Cali         |
| 6  | TV | Andrés Tello               | 6 tháng 9, 1996 (18 tuổi)  |      |     | Juventus               |
| 7  | TV | Deinner Quiñónes           | 16 tháng 8, 1995 (19 tuổi) |      |     | Deportes Quindío       |
| 8  | TV | Alexis Zapata              | 10 tháng 5, 1995 (20 tuổi) |      |     | Udinese                |
| 9  | TV | Joao Rodríguez             | 19 tháng 5, 1996 (19 tuổi) |      |     | Vitória de Setúbal     |
| 10 | TV | Sergio Villarreal          | 29 tháng 1, 1995 (20 tuổi) |      |     | Millonarios            |
| 11 | TĐ | Jeison Lucumí              | 8 tháng 4, 1995 (20 tuổi)  |      |     | América                |
| 12 | TM | Luis Erney Vásquez         | 1 tháng 3, 1996 (19 tuổi)  |      |     | Independiente Medellín |
| 13 | HV | Davinson Sánchez Mina      | 12 tháng 6, 1996 (18 tuổi) |      |     | Atlético Nacional      |
| 14 | TV | Rodin Quiñónes             | 30 tháng 5, 1995 (20 tuổi) |      |     | Atlético Nacional      |
| 15 | TV | Sebastián Ayala            | 14 tháng 9, 1995 (19 tuổi) |      |     | La Equidad             |
| 16 | TV | Jarlan Barrera             | 16 tháng 9, 1995 (19 tuổi) |      |     | Junior                 |
| 17 | TĐ | Juan Ferney Otero          | 26 tháng 5, 1995 (20 tuổi) |      |     | Fortaleza              |
| 18 | TĐ | Carlos Ibargüen            | 7 tháng 10, 1995 (19 tuổi) |      |     | Cortuluá               |
| 19 | TV | Víctor Guillermo Gutiérrez | 20 tháng 4, 1996 (19 tuổi) |      |     | Atlético Paranaense    |
| 20 | TĐ | Rafael Santos Borré        | 15 tháng 9, 1995 (19 tuổi) |      |     | Deportivo Cali         |
| 21 | TM | Yasser Chávez              | 5 tháng 3, 1995 (20 tuổi)  |      |     | Bogotá                 |

### Bồ Đào Nha
Huấn luyện viên:  Hélio Sousa
| Số | VT | Cầu thủ          | Ngày sinh (tuổi)  | Trận | Bàn | Câu lạc bộ             |
| -- | -- | ---------------- | ----------------- | ---- | --- | ---------------------- |
| 1  | TM | Tiago Sá         | 11 tháng 1, 1995  | 2    | 0   | SC Braga B             |
| 2  | HV | Pedro Rebocho    | 23 tháng 1, 1995  | 2    | 0   | Benfica B              |
| 3  | HV | João Nunes       | 19 tháng 11, 1995 | 2    | 0   | Benfica B              |
| 4  | HV | Nélson Monte     | 30 tháng 7, 1995  | 2    | 0   | Rio Ave                |
| 5  | HV | Rafa Soares      | 9 tháng 5, 1995   | 1    | 0   | Porto B                |
| 6  | TV | Tomás Podstawski | 30 tháng 1, 1995  | 3    | 0   | Porto B                |
| 7  | TV | Raphael Guzzo    | 6 tháng 1, 1995   | 3    | 0   | Chaves                 |
| 8  | TV | Francisco Ramos  | 10 tháng 4, 1995  | 3    | 0   | Porto B                |
| 9  | TĐ | André Silva      | 6 tháng 11, 1995  | 3    | 4   | Porto B                |
| 10 | TV | Marcos Lopes     | 28 tháng 12, 1995 | 0    | 0   | Lille                  |
| 11 | TĐ | Nuno Santos      | 13 tháng 2, 1995  | 3    | 0   | Benfica B              |
| 12 | TM | André Moreira    | 2 tháng 12, 1995  | 2    | 0   | Moreirense             |
| 13 | HV | Mauro Riquicho   | 4 tháng 7, 1995   | 2    | 0   | Sporting CP B          |
| 14 | HV | Domingos Duarte  | 10 tháng 3, 1995  | 3    | 0   | Sporting CP B          |
| 15 | TV | Estrela          | 22 tháng 9, 1995  | 3    | 0   | Orlando City SC        |
| 16 | TV | Janio Bikel      | 28 tháng 6, 1995  | 2    | 0   | Heerenveen             |
| 17 | TĐ | Ivo Rodrigues    | 30 tháng 3, 1995  | 3    | 2   | Vitória de Guimarães   |
| 18 | TĐ | Gelson Martins   | 11 tháng 5, 1995  | 3    | 1   | Sporting CP B          |
| 19 | TĐ | João Vigário     | 15 tháng 8, 1995  | 3    | 0   | Vitória de Guimarães B |
| 20 | TĐ | Gonçalo Guedes   | 29 tháng 11, 1996 | 1    | 0   | Benfica B              |
| 21 | TM | Guilherme Mata   | 12 tháng 4, 1995  | 1    | 0   | Sporting CP B          |

1. ^ Nélson Monte was called up before the tournament began due to an injury to Dinis Almeida.

### Sénégal
Huấn luyện viên:  Joseph Koto
| Số | VT | Cầu thủ              | Ngày sinh (tuổi)            | Trận | Bàn | Câu lạc bộ          |
| -- | -- | -------------------- | --------------------------- | ---- | --- | ------------------- |
| 1  | TM | Khadime N'Diaye      | 27 tháng 5, 1996 (19 tuổi)  |      |     | Sporting CP         |
| 2  | TV | Abdoulaye N'Dione    | 14 tháng 12, 1997 (17 tuổi) |      |     | Excellence Foot     |
| 3  | HV | Andelinou Correa     | 31 tháng 12, 1996 (18 tuổi) |      |     | Dakar Sacré-Cœur    |
| 4  | HV | Mouhameth Sané       | 26 tháng 1, 1996 (19 tuổi)  |      |     | Dijon               |
| 5  | TĐ | Papa Diene Faye      | 30 tháng 11, 1996 (18 tuổi) |      |     | Mbour Petite Côte   |
| 6  | HV | Elimane Cissé        | 12 tháng 3, 1995 (20 tuổi)  |      |     | Diambars            |
| 7  | TĐ | Ibrahima Wadji       | 5 tháng 5, 1995 (20 tuổi)   |      |     | Mbour Petite Côte   |
| 8  | TV | Sidy Sarr            | 5 tháng 6, 1996 (18 tuổi)   |      |     | Mbour Petite Côte   |
| 9  | HV | Pape Abou Cissé      | 14 tháng 9, 1995 (19 tuổi)  |      |     | Ajaccio             |
| 10 | TV | Serigne Fallou Niang | 1 tháng 5, 1995 (20 tuổi)   |      |     | CS Sfaxien          |
| 11 | TĐ | Malick Niang         | 9 tháng 12, 1995 (19 tuổi)  |      |     | US Gorée            |
| 12 | TV | Mamadou N'Diaye      | 30 tháng 12, 1996 (18 tuổi) |      |     | US Ouakam           |
| 13 | HV | Alhassane Sylla      | 24 tháng 8, 1995 (19 tuổi)  |      |     | Diambars            |
| 14 | TĐ | Moussa Koné          | 30 tháng 12, 1996 (18 tuổi) |      |     | Dakar Sacré-Cœur    |
| 15 | HV | Moussa Wague         | 4 tháng 10, 1998 (16 tuổi)  |      |     | Excellence Foot     |
| 16 | TM | Seydou Sy            | 12 tháng 12, 1995 (19 tuổi) |      |     | AS Monaco           |
| 17 | TV | Roger Gomis          | 20 tháng 3, 1995 (20 tuổi)  |      |     | CS Louhans-Cuiseaux |
| 18 | TV | Alassane Sow         | 3 tháng 1, 1997 (18 tuổi)   |      |     | Real Zaragoza       |
| 19 | TĐ | Mamadou Thiam        | 20 tháng 3, 1995 (20 tuổi)  |      |     | Dijon               |
| 20 | TV | Remy Nassalan        | 15 tháng 2, 1996 (19 tuổi)  |      |     | N'Dangane           |
| 21 | TM | Ibrahima Sy          | 13 tháng 8, 1995 (19 tuổi)  |      |     | Lorient             |

## Bảng D

### México
Huấn luyện viên:  Sergio Almaguer
| Số | VT | Cầu thủ             | Ngày sinh (tuổi)  | Trận | Bàn | Câu lạc bộ           |
| -- | -- | ------------------- | ----------------- | ---- | --- | -------------------- |
| 1  | TM | Jesse Gonzalez      | 26 tháng 5, 1995  |      |     | FC Dallas            |
| 2  | HV | Kevin Gutiérrez     | 1 tháng 3, 1995   |      |     | Querétaro            |
| 3  | HV | Oscar Bernal        | 28 tháng 9, 1995  |      |     | Santos Laguna        |
| 4  | HV | Rodrigo González    | 12 tháng 4, 1995  |      |     | BUAP                 |
| 5  | TV | Sergio Flores       | 12 tháng 2, 1995  |      |     | Guadalajara          |
| 6  | TV | Víctor Guzmán       | 3 tháng 2, 1995   |      |     | Guadalajara          |
| 7  | TV | Érick Gutiérrez (c) | 17 tháng 6, 1995  |      |     | Pachuca              |
| 8  | TV | Hirving Lozano      | 30 tháng 7, 1995  |      |     | Pachuca              |
| 9  | TĐ | Guillermo Martínez  | 15 tháng 3, 1995  |      |     | Pachuca              |
| 10 | TĐ | Alejandro Díaz      | 27 tháng 1, 1996  |      |     | América              |
| 11 | TV | David Ramírez       | 14 tháng 12, 1995 |      |     | Guadalajara          |
| 12 | TM | Édson Reséndez      | 12 tháng 1, 1996  |      |     | Monterrey            |
| 13 | HV | Carlos Arreola      | 4 tháng 3, 1995   |      |     | Atlas                |
| 14 | HV | Érick Aguirre       | 23 tháng 2, 1997  |      |     | Morelia              |
| 15 | TV | Orbelín Pineda      | 24 tháng 3, 1996  |      |     | Querétaro            |
| 16 | HV | Osvaldo Rodríguez   | 10 tháng 9, 1996  |      |     | Pachuca              |
| 17 | TV | Luis Márquez        | 12 tháng 2, 1995  |      |     | Guadalajara          |
| 18 | TĐ | Diego Gama          | 14 tháng 4, 1996  |      |     | Atlético de Madrid B |
| 19 | TĐ | Diego Pineda        | 7 tháng 4, 1995   |      |     | América              |
| 20 | TV | Mauro Laínez        | 9 tháng 5, 1996   |      |     | Pachuca              |
| 21 | TM | Raúl Gudiño         | 22 tháng 4, 1996  |      |     | Porto B              |

### Mali
Huấn luyện viên:  Fanyeri Diarra
| Số | VT | Cầu thủ              | Ngày sinh (tuổi)            | Trận | Bàn | Câu lạc bộ                |
| -- | -- | -------------------- | --------------------------- | ---- | --- | ------------------------- |
| 1  | TM | Mahammane Baye       | 8 tháng 10, 1996 (18 tuổi)  |      |     | AS Avenir                 |
| 2  | TĐ | Mohammed Diallo      | 11 tháng 3, 1996 (19 tuổi)  |      |     | MC Oujda                  |
| 3  | TV | Souleymane Diarra    | 30 tháng 1, 1995 (20 tuổi)  |      |     | Wydad Casablanca          |
| 4  | HV | Youssouf Koné        | 5 tháng 7, 1995 (19 tuổi)   |      |     | Lille OSC                 |
| 5  | HV | Ichaka Diarra        | 18 tháng 1, 1995 (20 tuổi)  |      |     | Djoliba AC                |
| 6  | HV | Hamidou Maïga        | 2 tháng 1, 1997 (18 tuổi)   |      |     | Djoliba AC                |
| 7  | TĐ | Lassine Konaté       | 21 tháng 2, 1997 (18 tuổi)  |      |     | Stade Lavallois           |
| 8  | TV | Diadie Samassékou    | 11 tháng 1, 1996 (19 tuổi)  |      |     | AS Real Bamako            |
| 9  | TV | Saliou Guindo        | 12 tháng 9, 1996 (18 tuổi)  |      |     | ASEC Mimosas              |
| 10 | TĐ | Hamidou Traoré       | 7 tháng 10, 1996 (18 tuổi)  |      |     | Elazığspor                |
| 11 | TĐ | Malick Touré         | 22 tháng 9, 1995 (19 tuổi)  |      |     | Club Africain             |
| 12 | HV | Souleymane Coulibaly | 8 tháng 8, 1996 (18 tuổi)   |      |     | AS Real Bamako            |
| 13 | HV | Aboubacar Doumbia    | 19 tháng 4, 1995 (20 tuổi)  |      |     | AS Real Bamako            |
| 14 | TĐ | Alassane Diallo      | 19 tháng 2, 1995 (20 tuổi)  |      |     | Westerlo                  |
| 15 | TĐ | Souleymane Sissoko   | 10 tháng 4, 1996 (19 tuổi)  |      |     | Onze Créateurs de Niaréla |
| 16 | TM | Djigui Diarra        | 27 tháng 2, 1995 (20 tuổi)  |      |     | Stade Malien              |
| 17 | TV | Falaye Sacko         | 1 tháng 5, 1995 (20 tuổi)   |      |     | Djoliba AC                |
| 18 | TV | Dieudonne Gbakle     | 20 tháng 12, 1995 (19 tuổi) |      |     | Lille                     |
| 19 | TĐ | Adama Traoré         | 28 tháng 6, 1995 (19 tuổi)  |      |     | Lille                     |
| 20 | TV | Fousseni Diabaté     | 18 tháng 10, 1995 (19 tuổi) |      |     | Reims                     |
| 21 | TM | Sory Traoré          | 24 tháng 1, 1996 (19 tuổi)  |      |     | AS Bamako                 |

### Uruguay
Huấn luyện viên:  Fabián Coito
| Số | VT | Cầu thủ               | Ngày sinh (tuổi)            | Trận | Bàn | Câu lạc bộ        |
| -- | -- | --------------------- | --------------------------- | ---- | --- | ----------------- |
| 1  | TM | Thiago Gastón Cardozo | 31 tháng 7, 1996 (18 tuổi)  |      |     | Peñarol           |
| 2  | HV | Agustín Ale           | 19 tháng 2, 1995 (20 tuổi)  |      |     | River Plate       |
| 3  | HV | Cristian González     | 23 tháng 7, 1996 (18 tuổi)  |      |     | Danubio           |
| 4  | HV | Mauricio Lemos        | 28 tháng 12, 1995 (19 tuổi) |      |     | Defensor Sporting |
| 5  | TV | Nahitan Nández        | 28 tháng 12, 1995 (19 tuổi) |      |     | Peñarol           |
| 6  | TV | Diego Poyet           | 8 tháng 4, 1995 (20 tuổi)   |      |     | West Ham United   |
| 7  | TV | Facundo Ismael Castro | 22 tháng 1, 1995 (20 tuổi)  |      |     | Defensor Sporting |
| 8  | TV | Mauro Arambarri       | 30 tháng 9, 1995 (19 tuổi)  |      |     | Defensor Sporting |
| 9  | TĐ | Jaime Báez            | 25 tháng 4, 1995 (20 tuổi)  |      |     | Defensor Sporting |
| 10 | TĐ | Gastón Pereiro        | 11 tháng 6, 1995 (19 tuổi)  |      |     | Nacional          |
| 11 | TĐ | Franco Acosta         | 5 tháng 3, 1995 (20 tuổi)   |      |     | Villarreal        |
| 12 | TM | Gastón Guruceaga      | 15 tháng 3, 1995 (20 tuổi)  |      |     | Peñarol           |
| 13 | HV | Marcelo Saracchi      | 23 tháng 4, 1998 (17 tuổi)  |      |     | Danubio           |
| 14 | HV | Enrique Etcheverry    | 10 tháng 5, 1996 (19 tuổi)  |      |     | Defensor Sporting |
| 15 | TĐ | Kevin Méndez          | 10 tháng 1, 1996 (19 tuổi)  |      |     | Perugia Calcio    |
| 16 | TV | Ramiro Guerra         | 21 tháng 3, 1997 (18 tuổi)  |      |     | Villarreal        |
| 17 | HV | Mathías Suárez        | 24 tháng 6, 1996 (18 tuổi)  |      |     | Defensor Sporting |
| 18 | HV | Guillermo Cotugno     | 12 tháng 3, 1995 (20 tuổi)  |      |     | Rubin Kazan       |
| 19 | HV | Erick Cabaco          | 19 tháng 4, 1995 (20 tuổi)  |      |     | Rentistas         |
| 20 | TV | Rodrigo Amaral        | 25 tháng 3, 1997 (18 tuổi)  |      |     | Nacional          |
| 21 | TM | Michel Tabárez        | 29 tháng 7, 1995 (19 tuổi)  |      |     | Fénix             |

### Serbia
Huấn luyện viên:  Veljko Paunović
| Số | VT | Cầu thủ                 | Ngày sinh (tuổi)            | Trận | Bàn | Câu lạc bộ        |
| -- | -- | ----------------------- | --------------------------- | ---- | --- | ----------------- |
| 1  | TM | Predrag Rajković (c)    | 31 tháng 10, 1995 (19 tuổi) | 8    | 0   | Red Star          |
| 2  | HV | Milan Gajić             | 28 tháng 1, 1996 (19 tuổi)  | 9    | 0   | OFK Beograd       |
| 3  | HV | Nemanja Antonov         | 6 tháng 5, 1995 (20 tuổi)   | 12   | 0   | OFK Beograd       |
| 4  | TV | Saša Zdjelar            | 20 tháng 3, 1995 (20 tuổi)  | 12   | 0   | OFK Beograd       |
| 5  | HV | Miloš Veljković         | 26 tháng 9, 1995 (19 tuổi)  | 8    | 1   | Tottenham Hotspur |
| 6  | HV | Srđan Babić             | 22 tháng 4, 1996 (19 tuổi)  | 10   | 0   | Vojvodina         |
| 7  | TĐ | Ivan Šaponjić           | 2 tháng 8, 1997 (17 tuổi)   | 9    | 2   | Partizan          |
| 8  | TV | Nemanja Maksimović      | 26 tháng 1, 1995 (20 tuổi)  | 7    | 2   | Astana            |
| 9  | TĐ | Staniša Mandić          | 27 tháng 1, 1995 (20 tuổi)  | 12   | 3   | Čukarički         |
| 10 | TV | Mijat Gaćinović         | 8 tháng 2, 1995 (20 tuổi)   | 10   | 0   | Vojvodina         |
| 11 | TV | Andrija Živković        | 11 tháng 7, 1996 (18 tuổi)  | 9    | 2   | Partizan          |
| 12 | TM | Filip Manojlović        | 25 tháng 4, 1996 (19 tuổi)  | 1    | 0   | Red Star          |
| 13 | HV | Stefan Milošević        | 7 tháng 4, 1995 (20 tuổi)   | 5    | 0   | Spartak Subotica  |
| 14 | HV | Vukašin Jovanović       | 17 tháng 5, 1996 (19 tuổi)  | 5    | 0   | Red Star          |
| 15 | HV | Miladin Stevanović      | 11 tháng 2, 1996 (19 tuổi)  | 10   | 1   | Partizan          |
| 16 | TV | Marko Grujić            | 13 tháng 4, 1996 (19 tuổi)  | 7    | 0   | Red Star          |
| 17 | HV | Radovan Pankov          | 5 tháng 8, 1995 (19 tuổi)   | 4    | 0   | Vojvodina         |
| 18 | TV | Filip Janković          | 17 tháng 1, 1995 (20 tuổi)  | 4    | 1   | Catania           |
| 19 | TĐ | Stefan Ilić             | 7 tháng 4, 1995 (20 tuổi)   | 5    | 3   | Spartak Subotica  |
| 20 | TV | Sergej Milinković-Savić | 27 tháng 2, 1995 (20 tuổi)  | 11   | 1   | Genk              |
| 21 | TM | Vanja Milinković-Savić  | 20 tháng 2, 1997 (18 tuổi)  | 0    | 0   | Vojvodina         |

## Bảng E

### Nigeria
Huấn luyện viên:  Manu Garba
| Số | VT | Cầu thủ            | Ngày sinh (tuổi)            | Trận | Bàn | Câu lạc bộ                |
| -- | -- | ------------------ | --------------------------- | ---- | --- | ------------------------- |
| 1  | TM | Joshua Enaholo     | 24 tháng 7, 1996 (18 tuổi)  | 8    | 0   | MFM                       |
| 2  | HV | Musa Muhammed      | 31 tháng 10, 1996 (18 tuổi) | 10   | 5   | İstanbul Başakşehir       |
| 3  | HV | Mustapha Abdullahi | 18 tháng 1, 1996 (19 tuổi)  | 11   | 0   | Spotlight                 |
| 4  | TV | Akinjide Idowu     | 9 tháng 9, 1996 (18 tuổi)   | 12   | 0   | Mutunchi Football Academy |
| 5  | HV | Wilfred Ndidi      | 16 tháng 12, 1996 (18 tuổi) | 11   | 0   | Genk                      |
| 6  | HV | Prince Izu Omego   | 15 tháng 8, 1996 (18 tuổi)  | 10   | 0   | Standard Academy          |
| 7  | TV | Bernard Bulbwa     | 11 tháng 10, 1996 (18 tuổi) | 8    | 1   | Espérance                 |
| 8  | TV | Kingsley Sokari    | 30 tháng 5, 1995 (20 tuổi)  | 0    | 0   | Enyimba                   |
| 9  | TĐ | Isaac Success      | 7 tháng 1, 1996 (19 tuổi)   | 0    | 0   | Granada                   |
| 10 | TĐ | Kelechi Iheanacho  | 3 tháng 10, 1996 (18 tuổi)  | 3    | 0   | Manchester City           |
| 11 | TĐ | Musa Yahaya        | 16 tháng 12, 1996 (18 tuổi) | 7    | 3   | Tottenham Hotspur         |
| 12 | TV | Ifeanyi Ifeanyi    | 15 tháng 8, 1995 (19 tuổi)  | 7    | 0   | Water FC                  |
| 13 | TV | Saviour Godwin     | 22 tháng 8, 1996 (18 tuổi)  | 0    | 0   | FC Sports                 |
| 14 | TV | Chidiebere Nwakali | 26 tháng 12, 1996 (18 tuổi) | 2    | 0   | Manchester City           |
| 15 | TV | Ifeanyi Matthew    | 20 tháng 1, 1997 (18 tuổi)  | 11   | 3   | El-Kanemi Warriors        |
| 16 | TM | Dele Alampasu      | 24 tháng 12, 1996 (18 tuổi) | 0    | 0   | Genk Academy              |
| 17 | TĐ | Chidera Eze        | 2 tháng 10, 1997 (17 tuổi)  | 4    | 2   | Porto                     |
| 18 | TĐ | Taiwo Awoniyi      | 12 tháng 8, 1997 (17 tuổi)  | 12   | 5   | Kalmar FF                 |
| 19 | HV | Zaharaddeen Bello  | 17 tháng 12, 1997 (17 tuổi) | 8    | 0   | Dabo Babes                |
| 20 | TĐ | Moses Simon        | 12 tháng 7, 1995 (19 tuổi)  | 3    | 0   | Gent                      |
| 21 | TM | Olorunleke Ojo     | 17 tháng 8, 1995 (19 tuổi)  | 3    | 0   | Giwa                      |

### Brasil
Alexandre Gallo là huấn luyện viên của Brasil khi công bố danh sách cầu thủ. Ông bị đuổi việc ngày 8 tháng 5 và được thay bởi Rogério Micale.
Kenedy bị loại khỏi đội hình vì bị viêm ruột thừa và Malcom được triệu tập để thay thế vào ngày 17 tháng 5.
Huấn luyện viên:  Rogério Micale
| Số | VT | Cầu thủ            | Ngày sinh (tuổi)            | Trận | Bàn | Câu lạc bộ          |
| -- | -- | ------------------ | --------------------------- | ---- | --- | ------------------- |
| 1  | TM | Marcos Felipe      | 13 tháng 4, 1996 (19 tuổi)  |      |     | Fluminense          |
| 2  | HV | João Pedro         | 15 tháng 11, 1996 (18 tuổi) |      |     | Palmeiras           |
| 3  | HV | Lucão              | 23 tháng 3, 1996 (19 tuổi)  |      |     | São Paulo           |
| 4  | HV | Marlon Santos      | 7 tháng 9, 1995 (19 tuổi)   |      |     | Fluminense          |
| 5  | TV | Danilo Barbosa     | 28 tháng 2, 1996 (19 tuổi)  |      |     | Braga               |
| 6  | HV | Caju               | 17 tháng 7, 1995 (19 tuổi)  |      |     | Santos              |
| 7  | TĐ | Marcos Guilherme   | 5 tháng 8, 1995 (19 tuổi)   |      |     | Atlético Paranaense |
| 8  | TV | Gabriel Boschilia  | 5 tháng 3, 1996 (19 tuổi)   |      |     | São Paulo           |
| 9  | TĐ | Judivan            | 21 tháng 5, 1995 (20 tuổi)  |      |     | Cruzeiro            |
| 10 | TV | Gabriel Jesus      | 3 tháng 4, 1997 (18 tuổi)   |      |     | Palmeiras           |
| 11 | TĐ | Malcom             | 26 tháng 2, 1997 (18 tuổi)  |      |     | Corinthians         |
| 12 | TM | Georgemy Gonçalves | 15 tháng 8, 1995 (19 tuổi)  |      |     | Cruzeiro            |
| 13 | HV | Rodrigo Ramos      | 24 tháng 5, 1995 (20 tuổi)  |      |     | Coritiba            |
| 14 | HV | Iago Maidana       | 6 tháng 2, 1996 (19 tuổi)   |      |     | Criciúma            |
| 15 | HV | Léo Pereira        | 31 tháng 1, 1996 (19 tuổi)  |      |     | Atlético Paranaense |
| 16 | HV | Jorge              | 28 tháng 3, 1996 (19 tuổi)  |      |     | Flamengo            |
| 17 | TV | Alef               | 28 tháng 1, 1995 (20 tuổi)  |      |     | Marseille           |
| 18 | TV | Andreas Pereira    | 1 tháng 1, 1996 (19 tuổi)   |      |     | Manchester United   |
| 19 | TV | Jajá               | 18 tháng 3, 1995 (20 tuổi)  |      |     | Flamengo            |
| 20 | TĐ | Jean Carlos        | 10 tháng 5, 1996 (19 tuổi)  |      |     | Real Madrid         |
| 21 | TM | Jean               | 26 tháng 10, 1995 (19 tuổi) |      |     | Bahia               |

### CHDCND Triều Tiên
Huấn luyện viên:  An Ye-gun

| Số | VT | Cầu thủ        | Ngày sinh (tuổi)            | Trận | Bàn | Câu lạc bộ       |
| -- | -- | -------------- | --------------------------- | ---- | --- | ---------------- |
| 1  | TM | Ri In-hak      | 1 tháng 1, 1997 (18 tuổi)   |      |     | Amrokgang        |
| 2  | HV | Jang Kum-nam   | 5 tháng 11, 1995 (19 tuổi)  |      |     | April 25         |
| 3  | HV | Min Hyo-song   | 19 tháng 1, 1995 (20 tuổi)  |      |     | April 25         |
| 4  | HV | Jon Kum-dong   | 25 tháng 4, 1995 (20 tuổi)  |      |     | Rimyongsu        |
| 5  | TĐ | Choe Ju-song   | 27 tháng 1, 1996 (19 tuổi)  |      |     | Amrokgang        |
| 6  | HV | Ro Myong-song  | 2 tháng 1, 1995 (20 tuổi)   |      |     | Rimyongsu        |
| 7  | TV | Kang Nam-gwon  | 6 tháng 3, 1995 (20 tuổi)   |      |     | Chobyong         |
| 8  | TV | Ri Un-chol     | 13 tháng 7, 1995 (19 tuổi)  |      |     | Sonbong          |
| 9  | TĐ | Kim Yu-song    | 24 tháng 1, 1995 (20 tuổi)  |      |     | April 25         |
| 10 | TV | Kim Chol-min   | 21 tháng 9, 1995 (19 tuổi)  |      |     | Pyongyang City   |
| 11 | TV | Pak Chol-song  | 2 tháng 7, 1995 (19 tuổi)   |      |     | Hwaebul          |
| 12 | TV | Kim Kwang-jin  | 3 tháng 7, 1995 (19 tuổi)   |      |     | Hwaebul          |
| 13 | TV | Jo Kwang-myong | 3 tháng 1, 1995 (20 tuổi)   |      |     | April 25         |
| 14 | TĐ | Kim Chol-jae   | 1 tháng 9, 1996 (18 tuổi)   |      |     | April 25         |
| 15 | HV | Kim Kuk-chol   | 13 tháng 1, 1995 (20 tuổi)  |      |     | Hwaebul          |
| 16 | TV | Kim Song-sun   | 31 tháng 12, 1995 (19 tuổi) |      |     | Korea University |
| 17 | HV | Ri Kyong-jin   | 13 tháng 11, 1995 (19 tuổi) |      |     | Pyongyang City   |
| 18 | TM | Cha Jong-hun   | 19 tháng 4, 1995 (20 tuổi)  |      |     | Pyongyang City   |
| 19 | TĐ | Jo Sol-song    | 27 tháng 10, 1995 (19 tuổi) |      |     | Pyongyang City   |
| 20 | TĐ | So Jong-hyok   | 1 tháng 7, 1995 (19 tuổi)   |      |     | April 25         |
| 21 | TM | Son Chol-ryong | 12 tháng 7, 1995 (19 tuổi)  |      |     | April 25         |

### Hungary
The squad was announced on ngày 15 tháng 5 năm 2015.
Huấn luyện viên:  Bernd Storck
| Số | VT | Cầu thủ         | Ngày sinh (tuổi)            | Trận | Bàn | Câu lạc bộ            |
| -- | -- | --------------- | --------------------------- | ---- | --- | --------------------- |
| 1  | TM | György Székely  | 2 tháng 6, 1995 (19 tuổi)   | 2    | 0   | Újbuda                |
| 2  | HV | Attila Osváth   | 10 tháng 12, 1995 (19 tuổi) | 5    | 1   | Szigetszentmiklósi TK |
| 3  | HV | Krisztián Tamás | 18 tháng 4, 1995 (20 tuổi)  | 4    | 0   | Slavia Prague         |
| 4  | HV | Ákos Kecskés    | 4 tháng 1, 1996 (19 tuổi)   | 3    | 0   | Atalanta              |
| 5  | HV | Bence Lenzsér   | 9 tháng 4, 1996 (19 tuổi)   | 2    | 1   | Paksi                 |
| 6  | TV | Viktor Pongrácz | 18 tháng 9, 1995 (19 tuổi)  | 2    | 0   | Lombard-Pápa          |
| 7  | TĐ | László Oláh     | 16 tháng 12, 1995 (19 tuổi) | 2    | 1   | Vasas                 |
| 8  | TV | Máté Vida       | 8 tháng 3, 1996 (19 tuổi)   | 2    | 0   | Vasas                 |
| 9  | TĐ | Bence Mervó     | 5 tháng 3, 1995 (20 tuổi)   | 5    | 1   | Győri ETO             |
| 10 | TV | Márió Németh    | 1 tháng 5, 1995 (20 tuổi)   | 3    | 2   | Szombathelyi Haladás  |
| 11 | TĐ | Donát Zsótér    | 6 tháng 1, 1996 (19 tuổi)   | 3    | 2   | Puskás Akadémia       |
| 12 | TM | Dániel Horváth  | 25 tháng 1, 1996 (19 tuổi)  | 0    | 0   | Győri ETO             |
| 13 | TV | Zsolt Kalmár    | 9 tháng 6, 1995 (19 tuổi)   | 2    | 1   | RB Leipzig            |
| 14 | TĐ | Dominik Nagy    | 8 tháng 5, 1995 (20 tuổi)   | 4    | 2   | Ferencváros           |
| 15 | HV | Attila Talabér  | 29 tháng 5, 1996 (19 tuổi)  | 1    | 0   | MTK Budapest          |
| 16 | TM | Patrik Demjén   | 22 tháng 3, 1998 (17 tuổi)  | 1    | 0   | MTK Budapest          |
| 17 | TV | Ádám Nagy       | 17 tháng 6, 1995 (19 tuổi)  | 1    | 0   | Ferencváros           |
| 18 | TV | Zsombor Berecz  | 13 tháng 12, 1995 (19 tuổi) | 4    | 0   | Vasas                 |
| 19 | TĐ | Patrik Popov    | 12 tháng 10, 1997 (17 tuổi) | 1    | 0   | Ferencváros           |
| 20 | TV | Roland Sallai   | 22 tháng 5, 1997 (18 tuổi)  | 2    | 1   | Puskás Akadémia       |
| 21 | HV | Dávid Forgács   | 29 tháng 9, 1995 (19 tuổi)  | 1    | 0   | Atalanta              |

## Bảng F

### Đức
The squad was announced on ngày 15 tháng 5 năm 2015.
Huấn luyện viên:  Frank Wormuth
| Số | VT | Cầu thủ             | Ngày sinh (tuổi)            | Trận | Bàn | Câu lạc bộ          |
| -- | -- | ------------------- | --------------------------- | ---- | --- | ------------------- |
| 1  | TM | Marvin Schwäbe      | 25 tháng 4, 1995 (20 tuổi)  | 3    | 0   | 1899 Hoffenheim     |
| 2  | HV | Grischa Prömel      | 9 tháng 1, 1995 (20 tuổi)   | 2    | 0   | 1899 Hoffenheim     |
| 3  | HV | Maximilian Wittek   | 21 tháng 8, 1995 (19 tuổi)  | 6    | 0   | 1860 Munich         |
| 4  | HV | Kevin Akpoguma      | 19 tháng 4, 1995 (20 tuổi)  | 7    | 0   | 1899 Hoffenheim     |
| 5  | HV | Niklas Stark        | 14 tháng 4, 1995 (20 tuổi)  | 2    | 0   | 1. FC Nürnberg      |
| 6  | TV | Julian Weigl        | 8 tháng 9, 1995 (19 tuổi)   | 7    | 1   | 1860 Munich         |
| 7  | TĐ | Levin Öztunali      | 15 tháng 3, 1996 (19 tuổi)  | 6    | 0   | Werder Bremen       |
| 8  | TV | Matti Steinmann     | 1 tháng 8, 1995 (19 tuổi)   | 1    | 0   | Hamburger SV        |
| 9  | TĐ | Tim Kleindienst     | 31 tháng 8, 1995 (19 tuổi)  | 8    | 0   | Energie Cottbus     |
| 10 | TV | Marc Stendera       | 10 tháng 12, 1995 (19 tuổi) | 3    | 1   | Eintracht Frankfurt |
| 11 | TĐ | Julian Brandt       | 2 tháng 5, 1996 (19 tuổi)   | 1    | 0   | Bayer Leverkusen    |
| 12 | TM | Timon Wellenreuther | 3 tháng 12, 1995 (19 tuổi)  | 1    | 0   | Schalke 04          |
| 13 | HV | Thomas Hagn         | 28 tháng 2, 1995 (20 tuổi)  | 6    | 0   | SpVgg Unterhaching  |
| 14 | HV | Anthony Syhre       | 18 tháng 3, 1995 (20 tuổi)  | 1    | 0   | Hertha BSC          |
| 15 | HV | Marc-Oliver Kempf   | 28 tháng 1, 1995 (20 tuổi)  | 2    | 0   | SC Freiburg         |
| 16 | TV | Robert Bauer        | 9 tháng 4, 1995 (20 tuổi)   | 1    | 0   | FC Ingolstadt       |
| 17 | HV | Jeremy Dudziak      | 28 tháng 8, 1995 (19 tuổi)  | 1    | 0   | Borussia Dortmund   |
| 18 | TV | Hany Mukhtar        | 21 tháng 3, 1995 (20 tuổi)  | 6    | 2   | Benfica             |
| 19 | TĐ | Felix Lohkemper     | 26 tháng 1, 1995 (20 tuổi)  | 4    | 0   | VfB Stuttgart       |
| 20 | TĐ | Marvin Stefaniak    | 2 tháng 3, 1995 (20 tuổi)   | 5    | 0   | Dynamo Dresden      |
| 21 | TM | Daniel Mesenhöler   | 24 tháng 7, 1995 (19 tuổi)  | 3    | 0   | 1. FC Köln          |

### Fiji
Huấn luyện viên:  Frank Farina
| Số | VT | Cầu thủ              | Ngày sinh (tuổi)            | Trận | Bàn | Câu lạc bộ      |
| -- | -- | -------------------- | --------------------------- | ---- | --- | --------------- |
| 1  | TM | Misiwani Nairube     | 22 tháng 2, 1996 (19 tuổi)  | 11   | 0   | Ba              |
| 2  | TV | Praneel Naidu        | 29 tháng 1, 1995 (20 tuổi)  | 19   | 1   | Ba              |
| 3  | TV | Garish Prasad        | 1 tháng 2, 1995 (20 tuổi)   | 13   | 0   | Rewa            |
| 4  | HV | Jale Dreloa (c)      | 21 tháng 4, 1995 (20 tuổi)  | 14   | 2   | Suva            |
| 5  | HV | Antonio Tuivuna      | 20 tháng 3, 1995 (20 tuổi)  | 15   | 4   | Nadi            |
| 6  | HV | Mohammed Khan        | 8 tháng 11, 1995 (19 tuổi)  | 8    | 0   | Nadi            |
| 7  | TV | Nickel Chand         | 28 tháng 7, 1995 (19 tuổi)  | 11   | 2   | Suva            |
| 8  | TV | Setareki Hughes      | 8 tháng 6, 1995 (19 tuổi)   | 14   | 0   | Rewa            |
| 9  | TĐ | Iosefo Verevou       | 5 tháng 1, 1996 (19 tuổi)   | 6    | 1   | Rewa            |
| 10 | TV | Narendra Rao         | 27 tháng 6, 1995 (19 tuổi)  | 17   | 2   | Ba              |
| 11 | TĐ | Gabrieile Matanisiga | 14 tháng 6, 1995 (19 tuổi)  | 4    | 0   | Labasa          |
| 12 | TV | Tevita Waranaivalu   | 16 tháng 9, 1995 (19 tuổi)  | 6    | 0   | Rewa            |
| 13 | HV | Mataiasi Toma        | 14 tháng 6, 1997 (17 tuổi)  | 12   | 1   | Nadi            |
| 14 | TV | Ravnit Chand         | 31 tháng 1, 1996 (19 tuổi)  | 2    | 0   | Ba              |
| 15 | TĐ | Saula Waqa           | 12 tháng 10, 1995 (19 tuổi) | 10   | 2   | Ba              |
| 16 | TV | Jonetani Buksh       | 2 tháng 7, 1996 (18 tuổi)   | 7    | 0   | Ba              |
| 17 | HV | Kolinio Sivoki       | 10 tháng 3, 1995 (20 tuổi)  | 17   | 0   | Suva            |
| 18 | TV | Al-Taaf Mansoor      | 12 tháng 9, 1995 (19 tuổi)  | 8    | 1   | Suva            |
| 19 | TĐ | Arshnil Raju         | 27 tháng 7, 1995 (19 tuổi)  | 5    | 0   | Labasa          |
| 20 | TM | Divikesh Deo         | 15 tháng 6, 1995 (19 tuổi)  | 1    | 0   | Auckland United |
| 21 | TM | Shaneel Naidu        | 28 tháng 3, 1995 (20 tuổi)  | 5    | 0   | Ba              |

### Uzbekistan
Huấn luyện viên:  Ravshan Khaydarov
| Số | VT | Cầu thủ               | Ngày sinh (tuổi)            | Trận | Bàn | Câu lạc bộ |
| -- | -- | --------------------- | --------------------------- | ---- | --- | ---------- |
| 1  | TM | Sarvar Karimov        | 25 tháng 12, 1996 (18 tuổi) |      |     | Lokomotiv  |
| 2  | HV | Rustam Ashurmatov     | 7 tháng 7, 1996 (18 tuổi)   |      |     | Bunyodkor  |
| 3  | HV | Ibrokhim Abdullaev    | 5 tháng 12, 1996 (18 tuổi)  |      |     | Pakhtakor  |
| 4  | TV | Mirjamol Kosimov      | 24 tháng 9, 1995 (19 tuổi)  |      |     | Bunyodkor  |
| 5  | HV | Odil Khamrobekov      | 13 tháng 2, 1996 (19 tuổi)  |      |     | Nasaf      |
| 6  | HV | Akrom Komilov         | 14 tháng 3, 1996 (19 tuổi)  |      |     | Bunyodkor  |
| 7  | TV | Temur Tolipov         | 6 tháng 6, 1995 (19 tuổi)   |      |     | Pakhtakor  |
| 8  | TV | Javokhir Sokhibov (c) | 1 tháng 3, 1995 (20 tuổi)   |      |     | Pakhtakor  |
| 9  | TĐ | Eldor Shomurodov      | 29 tháng 6, 1995 (19 tuổi)  |      |     | Bunyodkor  |
| 10 | TV | Otabek Shukurov       | 18 tháng 5, 1995 (20 tuổi)  |      |     | Bunyodkor  |
| 11 | TV | Javokhir Siddiqov     | 8 tháng 12, 1996 (18 tuổi)  |      |     | Pakhtakor  |
| 12 | TM | Dilshod Khamraev      | 11 tháng 7, 1995 (19 tuổi)  |      |     | Qizilqum   |
| 13 | HV | Abbas Otakhonov       | 25 tháng 8, 1995 (19 tuổi)  |      |     | Pakhtakor  |
| 14 | TV | Khurshid Ghiyasov     | 13 tháng 4, 1995 (20 tuổi)  |      |     | Bunyodkor  |
| 15 | HV | Najmiddin Normurodov  | 6 tháng 6, 1995 (19 tuổi)   |      |     | Nasaf      |
| 16 | TV | Sardorbek Azimov      | 1 tháng 6, 1995 (19 tuổi)   |      |     | Bunyodkor  |
| 17 | TĐ | Dostonbek Khamdamov   | 24 tháng 7, 1996 (18 tuổi)  |      |     | Bunyodkor  |
| 18 | TĐ | Ravshan Khursanov     | 12 tháng 8, 1996 (18 tuổi)  |      |     | Pakhtakor  |
| 19 | TĐ | Zabikhillo Urinboev   | 30 tháng 3, 1995 (20 tuổi)  |      |     | Bunyodkor  |
| 20 | HV | Dostonbek Tursunov    | 13 tháng 6, 1995 (19 tuổi)  |      |     | Neftchi    |
| 21 | TM | Botirali Ergashev     | 23 tháng 6, 1995 (19 tuổi)  |      |     | Pakhtakor  |

### Honduras
Huấn luyện viên:  Jorge Jiménez
| Số | VT | Cầu thủ            | Ngày sinh (tuổi)            | Trận | Bàn | Câu lạc bộ          |
| -- | -- | ------------------ | --------------------------- | ---- | --- | ------------------- |
| 1  | TM | Cristian Hernández | 22 tháng 9, 1996 (18 tuổi)  |      |     | Motagua             |
| 2  | HV | Kevin Álvarez      | 3 tháng 8, 1996 (18 tuổi)   |      |     | Olimpia             |
| 3  | HV | Jhonatan Paz       | 18 tháng 6, 1995 (19 tuổi)  |      |     | Real Sociedad       |
| 4  | HV | Luis Santos        | 5 tháng 3, 1996 (19 tuổi)   |      |     | Olimpia             |
| 5  | HV | Dabirson Castillo  | 25 tháng 9, 1996 (18 tuổi)  |      |     | Platense            |
| 6  | HV | Carlos Moncada     | 9 tháng 4, 1995 (20 tuổi)   |      |     | Real España         |
| 7  | TĐ | Michaell Chirinos  | 17 tháng 6, 1995 (19 tuổi)  |      |     | Olimpia             |
| 8  | TV | Elder Torres       | 14 tháng 4, 1995 (20 tuổi)  |      |     | Vida                |
| 9  | TĐ | Bryan Róchez       | 1 tháng 1, 1995 (20 tuổi)   |      |     | Orlando City SC     |
| 10 | TV | José Escalante     | 29 tháng 5, 1995 (20 tuổi)  |      |     | Olimpia             |
| 11 | TV | Kevin López        | 3 tháng 2, 1996 (19 tuổi)   |      |     | Motagua             |
| 12 | TM | Roberto López      | 23 tháng 4, 1995 (20 tuổi)  |      |     | Real España         |
| 13 | TV | Jhow Benavídez     | 26 tháng 12, 1995 (19 tuổi) |      |     | Real España         |
| 14 | TV | John Suazo         | 7 tháng 10, 1995 (19 tuổi)  |      |     | Marathón            |
| 15 | TĐ | Orental Bodden     | 24 tháng 9, 1995 (19 tuổi)  |      |     | Marathón            |
| 16 | TV | Devron García      | 17 tháng 2, 1996 (19 tuổi)  |      |     | Victoria            |
| 17 | TĐ | Alberth Elis       | 12 tháng 2, 1996 (19 tuổi)  |      |     | Olimpia             |
| 18 | HV | Marcelo Pereira    | 27 tháng 5, 1995 (20 tuổi)  |      |     | Motagua             |
| 19 | TĐ | Júnior Lacayo      | 19 tháng 8, 1995 (19 tuổi)  |      |     | Santos Laguna       |
| 20 | TV | Deybi Flores       | 16 tháng 6, 1996 (18 tuổi)  |      |     | Vancouver Whitecaps |
| 21 | TM | Rodimiro Tejada    | 18 tháng 4, 1996 (19 tuổi)  |      |     | Parrillas One       |